# Pradakṣiṇā

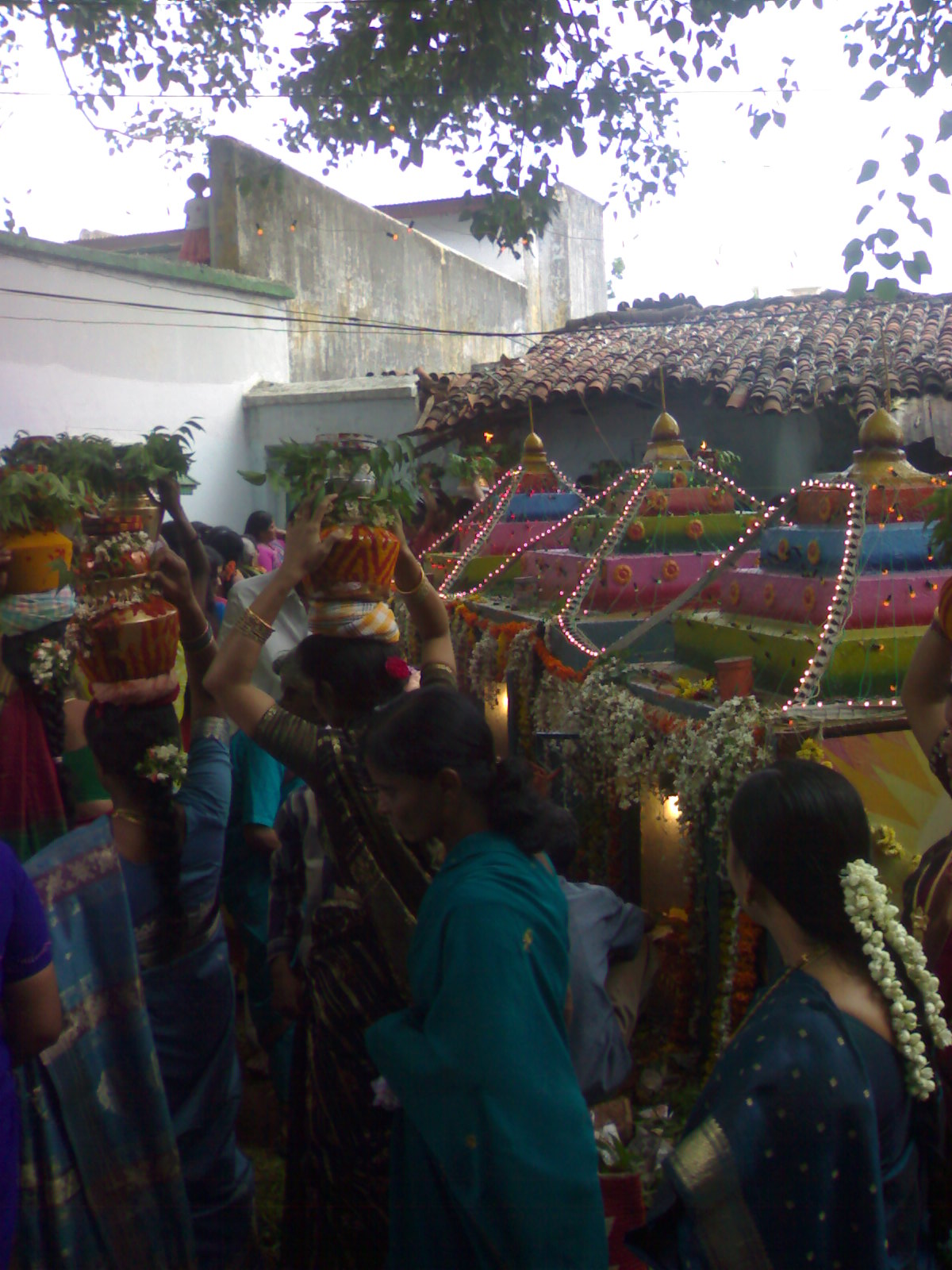
Donne che fanno un pradakshina intorno a un tempio.

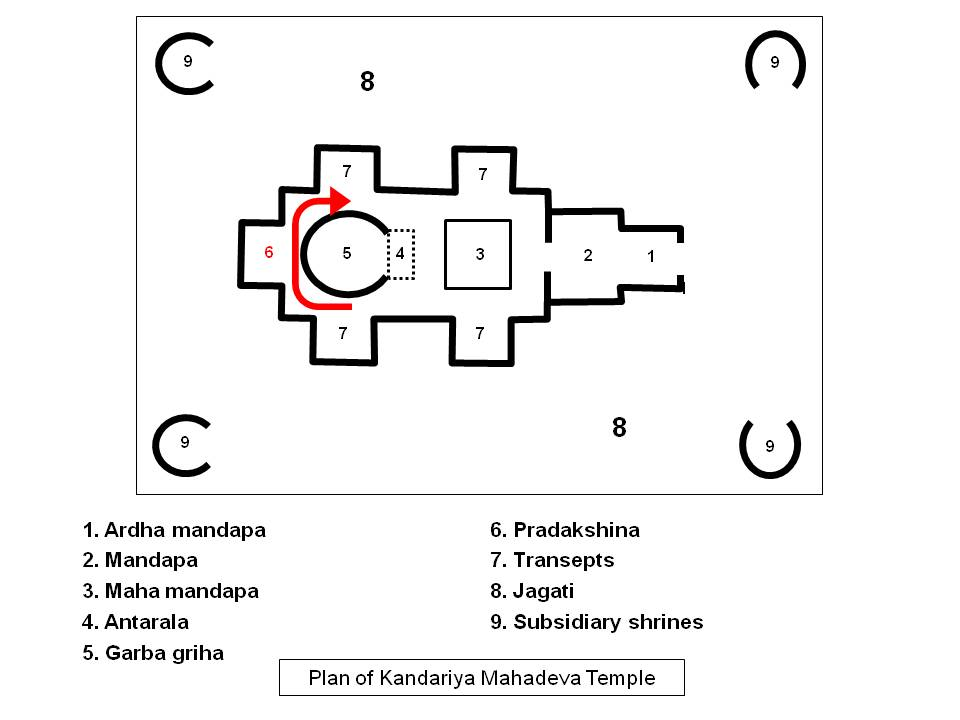
Il percorso pradakṣiṇā nella pianta di un tempio di Kandiriya Mahadeva.

La pradakṣiṇā (in sanscrito प्रदक्षिणा) o pradakṣiṇa (in sanscrito प्रदक्षिण), anglizzato in pradakshina, nell'induismo indica una circumambulazione con la quale i fedeli manifestano la venerazione ad una divinità. Il termine significa a destra ed è correlato al termine parikramā (in sanscrito परिक्रमा). Entrambi i termini sono utilizzati per una divinità in un tempio, fiume, collina sacra o gruppi di templi. Fare una pradakshina è un rituale indù.

## Induismo
Nella maggior parte dei templi indù ci sono uno o più pradakṣiṇā e si situano attorno al sacrario che contiene la divinità principale. Possono anche esserci dei pradakṣiṇā secondari più lunghi, aventi lo stesso centro, ma su un campo di applicazione più ampio. In generale, questi pradakṣiṇā secondari non si trovano nello stesso tempio, ma su una serie di templi, un villaggio o un'intera città.
La pradakṣiṇā si realizza attorno al fuoco sacro di Agni, alla pianta sacra Tulsi (Ocimum tenuiflorum) e all'albero sacro Pipal. La pradakṣiṇā attorno al fuoco sacro fa parte della cerimonia del matrimonio indù.
In genere, la pradakṣiṇā viene fatta dopo il completamento del culto tradizionale (pūjā) e dopo aver reso omaggio alla divinità. Deve essere realizzata in una fase di meditazione. La rotazione viene eseguita in senso orario.
Al contrario, l'approccio alla pradakṣiṇā è un passaggio di transizione tra l'ingresso nel tempio e il culto nel santuario.

## Buddismo
La pradakṣiṇā viene praticata anche nel buddismo.